# Cù đèn lông
Cù đèn lông (danh pháp khoa học: Croton hirtus) là một loài thực vật có hoa trong họ Đại kích. Loài này được L'Hér. miêu tả khoa học đầu tiên năm 1785.